# Microscopie en lumière polarisée
 (janvier 2016).
Si vous disposez d'ouvrages ou d'articles de référence ou si vous connaissez des sites web de qualité traitant du thème abordé ici, merci de compléter l'article en donnant les références utiles à sa vérifiabilité et en les liant à la section « Notes et références ».

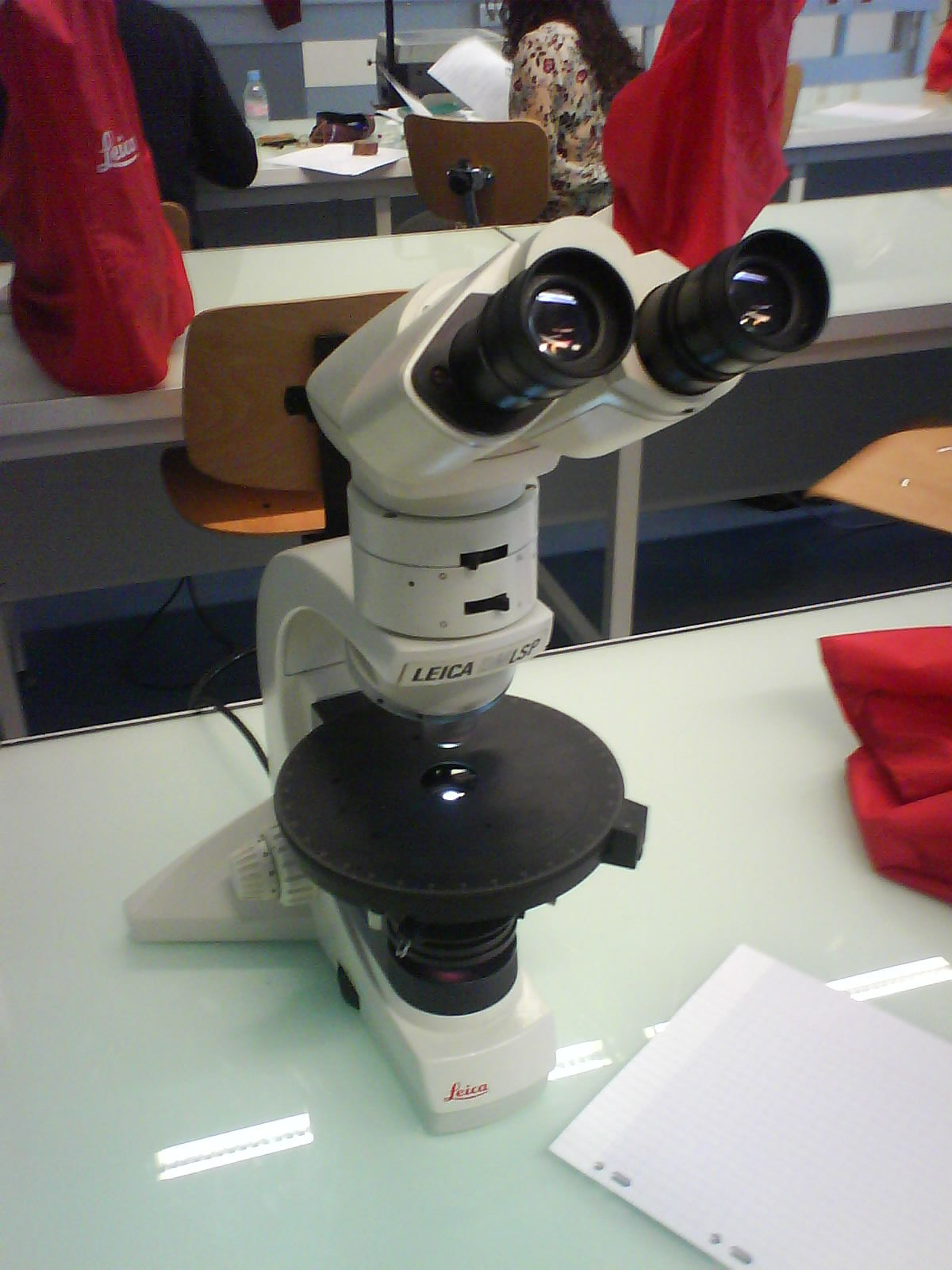
Un microscope polarisant d'étude. La platine mobile permet de visualiser le pléochroïsme en lumière naturelle polarisée et la biréfringence en lumière polarisée analysée.

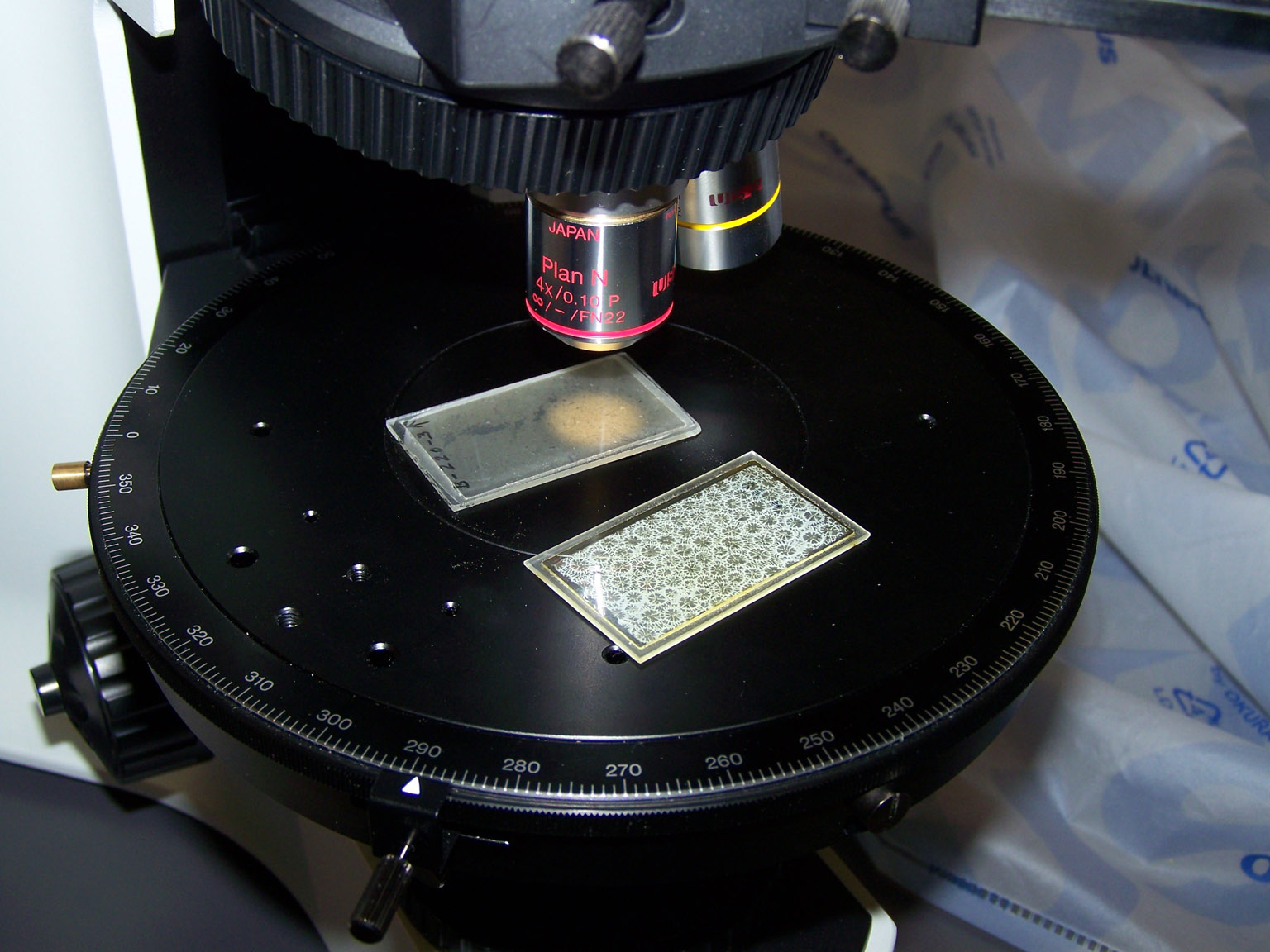
Lames minces de roches calcaires sur une platine porte-lame de microscope polarisant.

Le microscope polarisant, appelé aussi microscope polariseur analyseur ou microscope pétrographique, est un microscope optique muni de deux filtres polarisants, appelés respectivement polariseur et analyseur. 

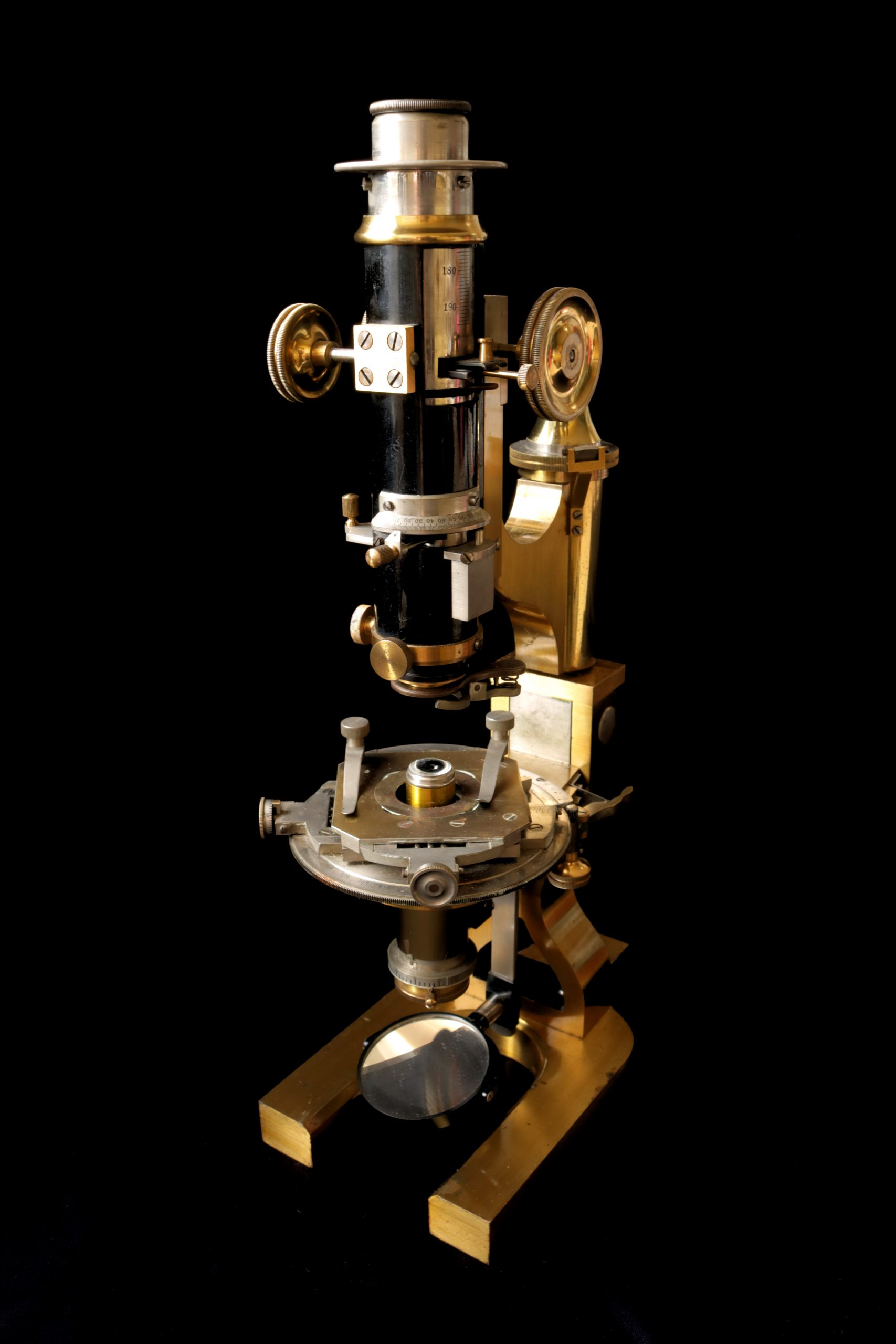
Microscope polarisant R. Fuess, Berlin, Allemagne, vers 1895. Collection Université de Mons, don François Billen

Il est utilisé en pétrographie pour l'observation et l'identification des minéraux dans les roches. Le principe de fonctionnement repose sur l'utilisation d'un faisceau de lumière polarisée (par le polariseur). L'échantillon de roche à observer est préparé afin d'obtenir une lame mince, c'est-à-dire que la roche est coupée en un fin bloc collé sur une lame de verre, l'ensemble étant aminci par polissage jusqu'à une épaisseur de 30 micromètres précisément.

## Histoire
Dès 1808, la physicien français Étienne Louis Malus découvre la double réfraction et la polarisation de la lumière. William Nicol invente un prisme pour la polarisation en 1829, qui resta indispensable au microscope polarisant plus d'un siècle. Plus tard, les prismes de Nicol furent remplacés par des filtres polarisants économiques.
Le premier microscope polarisant complet a été construit par Giovanni Battista Amici en 1830. 
Rudolf Fuess a construit le premier microscope polarisant dédié à la pétrographie en 1875. Ce fut décrit par Harry Rosenbusch dans le livre de l'année de la minéralogie.

## Fonctionnement

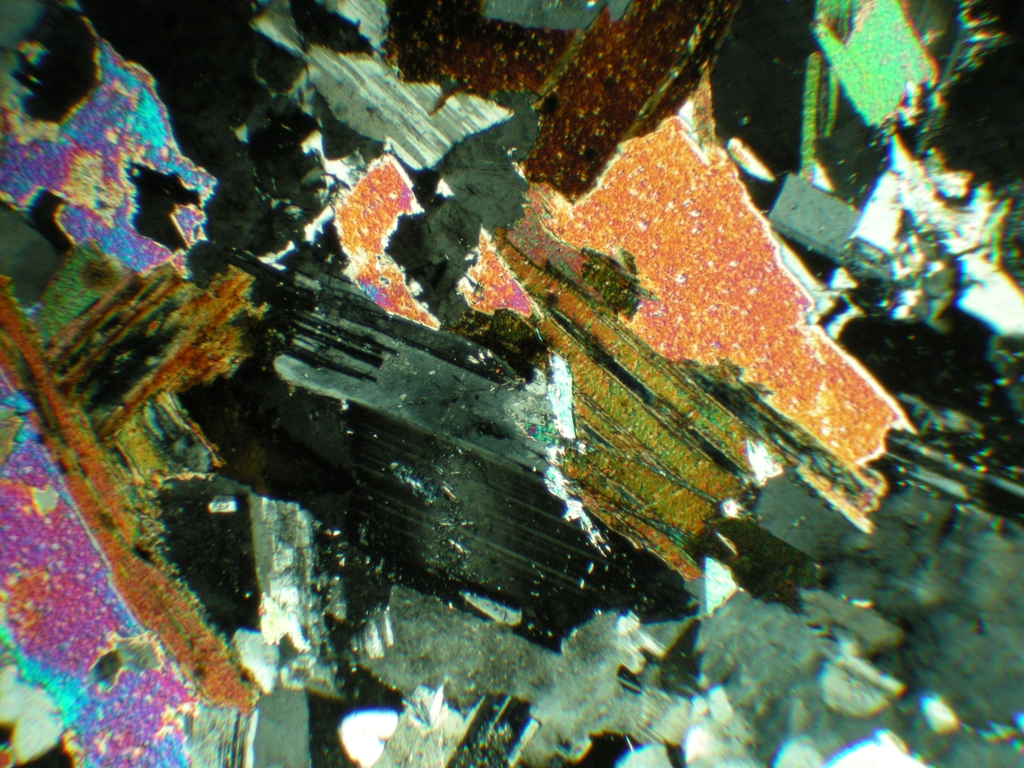
Lame mince de granite observée au microscope en lumière polarisée.

La lumière ordinaire (naturelle ou artificielle) est composée d'ondes électromagnétiques qui vibrent dans toutes les directions dans un plan perpendiculaire au trajet de propagation. Lorsque cette lumière traverse un filtre particulier — filtre polarisant — elle ne vibre que dans une seule direction, cette lumière est appelée lumière polarisée.
Pour visualiser le plan focal arrière de l'objectif, on utilise une lentille de Bertrand placée entre l'oculaire et l'analyseur,.
Dans la plupart des minéraux, suivant la direction de polarisation, la lumière n'aura pas la même vitesse. Lorsqu'un rayon lumineux pénètre dans un cristal, il se dédouble en deux rayons de polarisation différente qui se propagent avec une vitesse différente, c'est la biréfringence. On peut aussi décrire ce phénomène comme une rotation de la polarisation. Le filtre analyseur placé après l'échantillon sélectionne à nouveau les rayons lumineux selon leur polarisation, ainsi, selon la quantité dont a tourné la polarisation (donc selon la nature des cristaux), ceux-ci apparaissent plus ou moins lumineux, voire de couleurs différentes. Certains cristaux sont quasiment isotropes et ne provoquent pas de biréfringence (notamment les cristaux cubiques), et peuvent être facilement distingués des cristaux anisotropes.
À l'aide d'un compteur de points qui déplace la lame mince selon un pas constant à la surface de la platine du microscope, on peut connaître la proportion de chaque minéral dans la roche, et, par là, sa composition minéralogique quantitative.
Le microscope polarisant permet également d'analyser la disposition des minéraux entre eux, de déterminer leur ordre de cristallisation, d'observer leur arrangement selon des plans ou des alignements, de mettre en évidence la structure de la roche.

## Types d'observation
Cet équipement permet une observation des préparations microscopiques en lumière normale (lumière naturelle, appelée aussi LPNA, lumière polarisée non analysée), en lumière réfléchie (pour les minéraux qui restent opaques en lame mince, surtout les minerais qui sont analysés au moyen de la microscope métallogénique : la lumière pénètre dans le microscope après réflexion sur la surface polie du minerai) ou en lumière polarisée (LPA, lumière polarisée et analysée).